# Seznam českých exonym pro německá toponyma
Seznam českých exonym pro německá toponyma
Na tomto seznamu jsou porovnána místní a pomístní jména (endonyma) v německy mluvících oblastech (města, řeky, ostrovy apod.) se svým exonymy, jež se pro stejný objekt používají v češtině. Jsou zde uvedena jména v Německu, Rakousku a Švýcarsku.
Historická označení, která již nejsou příliš často používaná (nicméně se vyskytují v historických přepisech), jsou psána kurzívou.

## A
- Alpy: Alpen
- Amberk: Amberg
- Argov: Aargau
- Aspry / Ošpry: Aspern, Dolní Rakousko
- Augšpurk: Augsburg

## B
- Bádensko: Baden
- Bamberk: Bamberg
- Barout: Bayreuth
- Basilej: Basel
- Bavorská Železná Ruda/Bavorská Ruda: Bayerisch Eisenstein
- Bavorsko/Bavory: Bayern
- Bejdov nad Dyjí: Waidhofen an der Thaya
- Bejdov nad Jivicí: Waidhofen an der Ybbs
- Bělák: Villach
- Bělčík[2]: Belzig
- Berlín: Berlin
- Bernov: Bärnau
- Biskupice: Bischofswerda
- Bílá Voda: Weißwasser
- Blata[3]: Spreewald
- Bludenec: Bludenz
- Bocov: Oranienburg
- Bodamské jezero: Bodensee
- Bolehošť či Volhošť[4]: Wolgast
- Boží Mysl: Bodenmais
- Braniboř: Brandenburg an der Havel
- Braniborsko/Branibory/Brandenburk: Brandenburg
- Brémský Přístav: Bremerhaven
- Brémy: Bremen
- Břežnice: Bregenz
- Brod nad Lesy: Furth im Wald
- Brunov: Braunau am Inn
- Brunšvik: Braunschweig
- Břežansko[5]: Prignitz
- Buchlov: Buchloe
- Budyšín[6]: Bautzen
- Bycov: Bützow
- Bystřice[7]: Weißeritz

## C
- Cáchy: Aachen
- Cáhlov: Freistadt
- Cáhnov: Hohenau
- Celovec: Klagenfurt
- Cmunt: Gmünd
- Curych: Zürich
- Cvikov: Zwickau

## Č
- Černice: Schwarzach řeka a městys v Horní Falci
- Černice: Schwarzenfeld městys v Horní Falci
- Černík: Schwarzach
- Český Most: Böhmischbruck část obce v Horní Falci
- Čistějov: Zistersdorf
- Česká Falc: Neuböhmen – území v Horní Falci získané Karlem IV. po sňatku s Annou Falckou
- Český Pangort: Windisch Baumgarten

## D
- Dachov: Dachau
- Desava[8]: Dessau
- Děvín: Magdeburg – česky Magdeburk
- Dobrosol: Halle
- Dobřany[9]: Bad Doberan
- Dolenice: Tollense
- Dolenské jezero[10]: Tollensesee
- Dolní Bavorsko: Niederbayern
- Dolní Opatov: Niederabsdorf
- Donín[11]: Dohna
- Dráva: Drau
- Drážďany: Dresden
- Drkolná: Schlägl
- Drozdov: Drosendorf
- Dunaj: Donau
- Durynsko/Duryňsko/Durynky: Thüringen
- Durynský les: Thüringer Wald
- Dyje: Thaya

## E
- Habrachtice: Ebersbach
- Emže: Ems
- Enže: Enns
- Erlanky: Erlangen

## F
- Fohadras: Vohenstrauss
- Frankfurt nad Mohanem: Frankfurt am Main
- Frankfurt nad Odrou: Frankfurt an der Oder
- Franky: Franken
- Frisinky: Freising
- Frenč: Pfrentsch: část obce v Horní Falci

## G
- Gopinky[12]: Göppingen
- Gotinky[13]: Göttingen
- Grojč[14]: Groitzsch

## H
- Halštrov: Elster nebo Elstra
- Hamburk: Hamburg
- Hanava: Hanau
- Hanov: Hannover
- Hardek: Hardegg
- Hartava: Hartau
- Havola (Havela): Havel (řeka)
- Havolín[15]: Havelberg
- Havranohrad: Rabensburg
- Herbíkovice: Mittelherwigsdorf
- Hluchov: Glauchau
- Hesensko/Hesny: Hessen
- Hiršava: Hirschau
- Hojeřice: Hoyerswerda
- Holštýnsko: Holstein
- Horní Bavorsko: Oberbayern
- Horní Falc: Oberpfalz
- Horní Smrkov město v Horní Falci
- Horní Sulce: Obersulz
- Hradsko: Burgenland
- Hubno: Guben
- Husník: Gänserndorf

## Ch
- Chotěbuz: Cottbus
- Chuba: Kamp (řeka v Dolních Rakousech)
- Chýžice: Bad Kissingen
- Chýje: Kaja

## I
- Ilmenava: Ilmenau
- Inšpruk/Inomostí: Innsbruck

## J
- Jenky: Engen
- Jeruš: Geras (Dolní Rakousy)
- Jibrovice: Überlingen
- Jilce: Uelzen
- Jiřín: Georgenberg (Horní Falc)
- Jivice: Ybbs

## K
- Kalava: Calau
- Kamenec:[16] Kamenz
- Kamýk: Heidenreichstein
- Kasl: Kassel
- Kesl: Kessel
- Kestink: Gösting
- Koblen(e)c: Koblenz
- Koburk: Coburg
- Kobylí: Kitzbühel
- Kočín: Bad Kötzting
- Kolín nad Rýnem: Köln am Rhein
- Kopník: Köpenick
- Korutany: Kärnten
- Kostelec nad Kremží: Kirchdorf an der Krems
- Kostnice: Konstanz
- Kouba: Cham; řeka Chamb, vlévající se do Řezné
- Královec: Königsberg – dnes Kaliningrad (Калининград)
- Králův Kámen: Königstein
- Kraňsko: Krain
- Křemeničov: Crimmitschau
- Kremže: Krems
- Kubín[17]: Guben
- Kvedlinburk: Quedlinburg

## L
- Labe: Elbe – jde i o český název české části toku
- Lava: Laa an der Thaya
- Lenčín[18]: Lenzen
- Líčov: Litschau
- Linec: Linz
- Línec: Lienz
- Linec nad Rýnem: Linz am Rhein
- Lingašdorf: Ringelsdorf
- Lipnice: Leibnitz
- Lipsko: Leipzig
- Litava: Leitha
- Lubata[19]: Löbauer Wasser
- Lubek: Lübeck
- Lobava[20]: Löbau (Lubij)
- Lubín: Lübben (Spreewald)
- Lubínov: Lübbenau/Spreewald
- Lubno: Leoben
- Lucern: Luzern
- Luh: Luhe obec v Horní Falci
- Lukov: Luckau
- Luzný: Lusen (hora v centrální části bavorské strany Šumavy)
- Luž: Lausche, nejvyšší vrchol Lužických hor
- Lužice: Lausitz, (Horní Lužice – Oberlausitz; Dolní Lužice – Niederlausitz)
- Lysé hory: Leiser Berge

## M
- Magdeburk: Magdeburg - česky historicky Děvín
- Malše: Malsch
- Mandava: Mandau
- Marburk: Marburg
- Medlík: Melk
- Meziboř: Merseburg
- Měsíční jezero: Mondsee
- Mihela nebo Velká Mihela: Große Mühl
- Míšeň[21]: Meißen
- Mnichov: München
- Mnichov nad Lesy: Waldmünchen
- Modla[22]: Mulde řeka Sasko (několik řek)
- Mohan: Main
- Mohelnice: Müglitz řeka v Sasku
- Mohuč: Mainz
- Morany: Meerane
- Moravské pole: Mährenfeld
- Mosela: Mosel
- Most nad Litavou: Bruck an der Leitha
- Most nad Murou: Bruck an der Mur
- Mylava[23]: Mylau
- Mysliboch: Mistelbach

## N
- Nába: Naab
- Navno: Nauen
- Nasava: Nassau
- Nekoř: Neckar
- Německo: Deutschland
- Německý Ogrun: Deutsch-Wagram, Dolní Rakousko
- Nezider: Neusiedl am See
- Neziderské jezero: Neusiedler See
- Nidršpelk: Jedenspeigen
- Nisa: Neiße
- Nízké[24]: Niesky
- Norimberk: Nürnberg
- Nová Mýtina: Neualbenreuth
- Nové Město nad Nábou: Neustadt an der Waldnaab
- Nové Střelice[25]: Neustrelitz

## O
- Obrnašdorf: Dobermannsdorf
- Ochorno: Eichhorn
- Ochranov[26]: Herrnhut
- Odra: Oder
- Ohře: Eger – jde i o český název české části toku
- Ojvín[27]: Oybin
- Olešnice: Oelsnitz
- Olešnice nad Halštrovem: Oelsnitz (Vogtland)
- Oloví: Pleystein město v Horní Falci
- Orlová: Erlauf řeka v Dolních Rakousech
- Osoblaha: Hotzenplotz
- Ostrý: Osser (hora v na bavorské straně pohoří Šumava)
- Ostřice: Ostritz
- Ožice[28]: Oschatz

## P
- Pasov: Passau
- Pěna[29]: Peene
- Perno[30]: Pirna
- Peřany: Perschen – vesnice, Horní Falc
- Picno: Peitz
- Plavno[31]: Plauen
- Plisna/Plesná: Pleiße
- Polence[32]: Polenz
- Pomořansko (Pomořany): Pommern
- Porúří: Ruhrgebiet
- Porýní-Falc: Rheinland-Pfalz
- Postupim: Potsdam
- Přemyslav i Prenclov[33]: Prenzlau
- (Bavorská) Přimda: Pfreimd řeka, městys; Horní Falc
- Přílepa: Waltersdorf an der March
- Pulkava: Pulkau řeka, město; Dolní Rakousy
- Pušdorf: Poysdorf

## R
- Radovice[34]
- Rakous: Rax
- Rakousko: Österreich
- Rakousy (nad Dyjí): Raabs an der Thaya
- Ranšpurk: Rabensburg (hrad)
- Ratenov[35]: Rathenow
- Roklan: Rachel (druhá nejvyšší hora na bavorské straně Šumavy)
- Rychnov na Rakousu: Reichenau an der Rax
- Rekenice[36]: Recknitz
- Reteč: Retz
- Rohy: Horn
- Rochlice[37]: Rochlitz
- Roztoky[38]: Rostock
- Rudolec (Německý Rudolec): Rudolz
- Rujána či Rujana[39]: Rügen
- Rúr: Ruhr (řeka)
- Rusava: Rußbach, řeka v Dolních Rakousích
- Rybnice[40]: Ribnitz-Damgarten
- Rýn: Rhein

## Ř
- Řešice: Retz
- Řezeň: Regen (město) na mapách též Řezné
- Řezná: Regen (řeka)
- Řezno: Regensburg
- (Trhová) Ředvice: Marktredwitz
- Řízov: Riesa

## S
- Sajava: Zaya
- Sála: Saale
- Salice: Salzach
- Sapava[22]: Zschopau (město i řeka)
- Sársko: Saarland, spolková země (Německo)
- Saská Kamenice: Chemnitz, město, v druhé polovině 20. století Karl-Marx-Stadt
- Sasko: Sachsen
- Sasnice[41]: Sassnitz
- Sebnice[42] / Žebnice: Sebnitz
- Saská Olešnice: Oelsnitz
- Saské Polesí: Hainewalde
- Saský Jindřichov: Seifhennersdorf
- Saský Šenov: Großschönau
- Sekov: Seckau
- Severní Porýní-Vestfálsko: Nordrhein-Westfalen
- Skřemelice: Schrems
- Slovinský Hradec: Windischgrätz – dnes Slovenj Gradec
- Smědá: Schmida – řeka v Dolních Rakousích
- Smrčiny: Fichtelgebirge – jde i o český název české části Smrčin
- Smrkov: Viechtach – město v Dolním Bavorsku
- Sněžná (Sasko): Schneeberg
- Solnohrad/Salcburk: Salzburg
- Spréva: Spree
- Srbiště[43]: Zerbst
- Starohrad: Altenburg
- Starý Přerov: Altprerau Niederösterreich
- Staré Mohelno: Altmugl – vesnice v Horní Falci
- Stožec: Staatz – vesnice v Dolních Rakousích
- Střezenice: Drösing
- Štíhrad: Stuttgart
- Suché Kruty: Dürnkrut
- Suchý Jindřichov: Dürrhennersdorf
- Sulcpach: Sulzbach-Rosenberg – město v Bavorsku
- Sumerava: Summerau – železniční hraniční přechod s ČR (Horní Dvořiště) v Horních Rakousích
- Svatý Blažej: St. Blasien
- Svatý Havel: St. Gallen
- Svatý Hippolyt, Svatopluk: St. Pölten
- Svatý Linhart: Sankt Leonhard – město v Korutanech
- Svatý Mořic: St. Moritz; Sankt Moritz
- Světlá: Zwettl
- Svinibrod: Schweinfurt
- Svízel: Zwiesel

## Š
- Šafhúsy/Šafúzy: Schaffhausen
- Šerachov: Schirgiswalde
- Škarohlíd: Bullendorf
- Šlesvicko, Šlesvik: Schleswig
- Šmalkaldy[44]: Schmalkalden
- Špýr: Speyer
- Šrik: Schrick
- Štiftsko: Stiftland, severní část Horní Falce
- Štokrava: Stockerau
- Štokart/Štíhrad: Stuttgart
- Štrubina: Straubing
- Štýr: Steyr
- Štýrsko: Steiermark
- Štýrský Hradec: Graz
- Štýrský Týnec: Liezen
- Švábsko/Šváby: Schwaben

## T
- Trhová, Torgava[45]: Torgau
- Travna: Traun
- Trevír: Trier
- Tubinky: Tübingen
- Tulín: Tulln město; řeka někdy Dolinná

## U
- Ukra[46]: Uecker
- Unstruta[47]: Unstrut
- Uže: Bad Aussee
- Uznojem[48]/Uznojm: Usedom

## V
- Vanky: Wangen
- Vazovnice[49]: Wesenitz
- Velikovec: Völkermarkt
- Velké Kerušice: Groß Gerungs
- Velký Javor: Großer Arber
- Vernberk: Wernberg
- Vezera: Weser
- Vídeň: Wien
- Vídeňské Nové Město: Wiener Neustadt
- Vitoraz: Weitra
- Vlčí hora: Wolfsberg
- Vlha: Flöha
- Volhošť: Wolgast
- Vranava': Warnow
- Výmar: Weimar

## Z
- Zálom: Sohland an der Spree
- Zhořelec: Görlitz
- Zindorf: Sierndorf an der March
- Zvěřín: Schwerin
- Zvonice: Grossglockner
- Zvíkov: – viz Cvikov

## Ž
- Žandov[50]: Bad Schandau
- Želanec: – viz Celovec
- Železné Město: Eisenstadt
- Žíč či Žitice[14]: Zeitz
- Žitava: Zittau